# 鬼针草
鬼针草（学名：Bidens pilosa），一年生草本植物。分布亞熱帶到熱帶氣候地区，原產於美洲（北美洲和南美洲），地理分布歐亞大陸、非洲、澳洲、太平洋島群等處。全草株可作为中药使用，藥用植物。因其可改变土壤微生物群落结构，而成为一种入侵物种。

## 異名
鬼针草一名始见于《本草拾遺》，異名有鬼釵草（《本草拾遗》）、三叶鬼针、三叶鬼针草、鬼黄花、山东老鸦草、婆婆针、鬼骨针、叉婆子、鬼蒺藜、粘身草、钢叉针等，客家語稱為蝦公夾。

## 形态
一年生草本植物。高约40～85厘米，茎直立，四棱形，无毛，上部分支可略带细毛。中下部叶对生，上部叶互生，羽状脉，深裂，披针形或卵状披针形。头状花序，有梗，总苞杯状，中央管状花黄色，边缘白色或淡黄舌状花依不同变种有不同情况：鬼针草有或没有舌状花，咸丰草有较小的舌状花，而大花咸丰草则有超过 5 mm 较大的舌状花。瘦果长线形，顶端冠毛芒状，3～4枚。花期8～9月，果期9～11月。

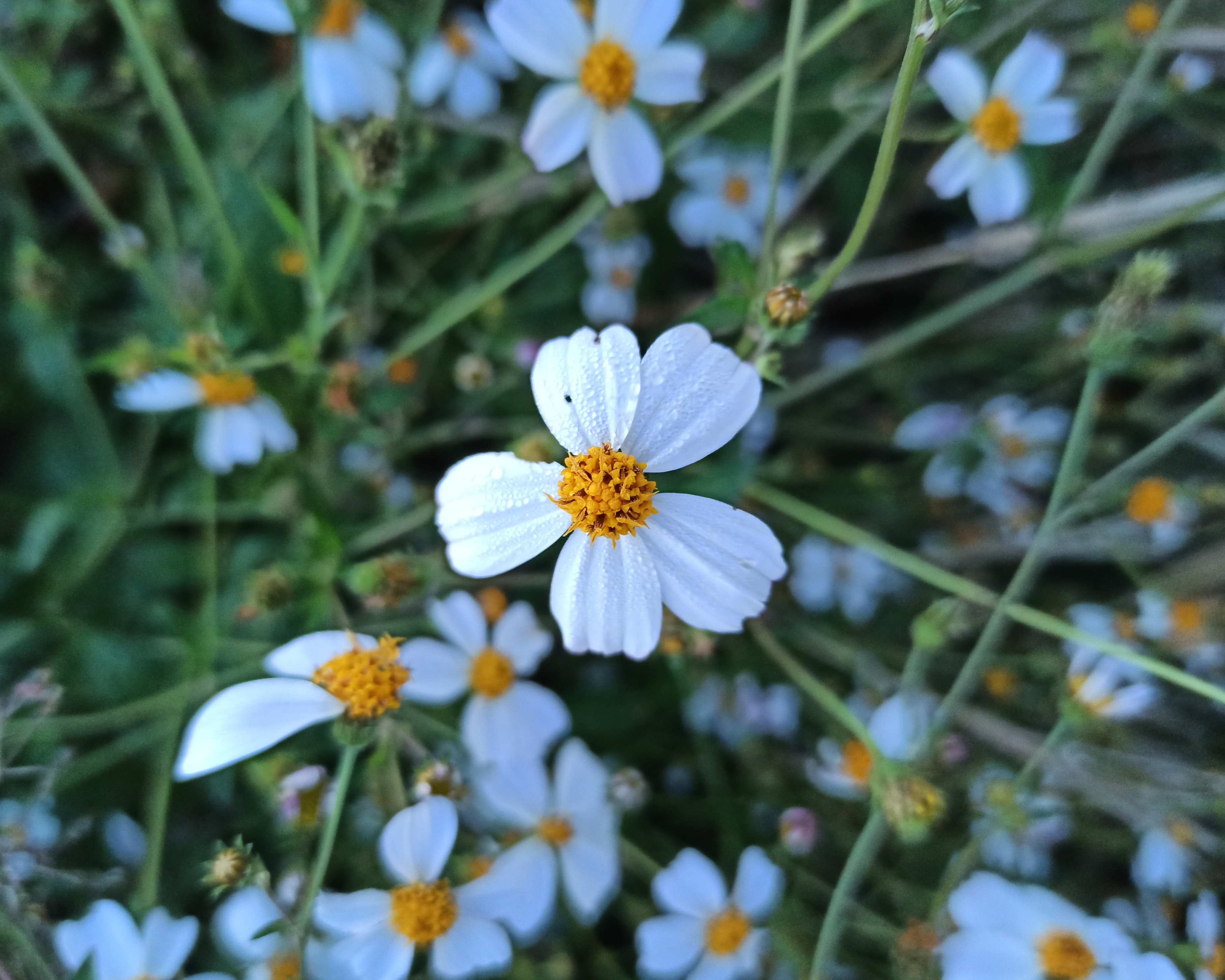
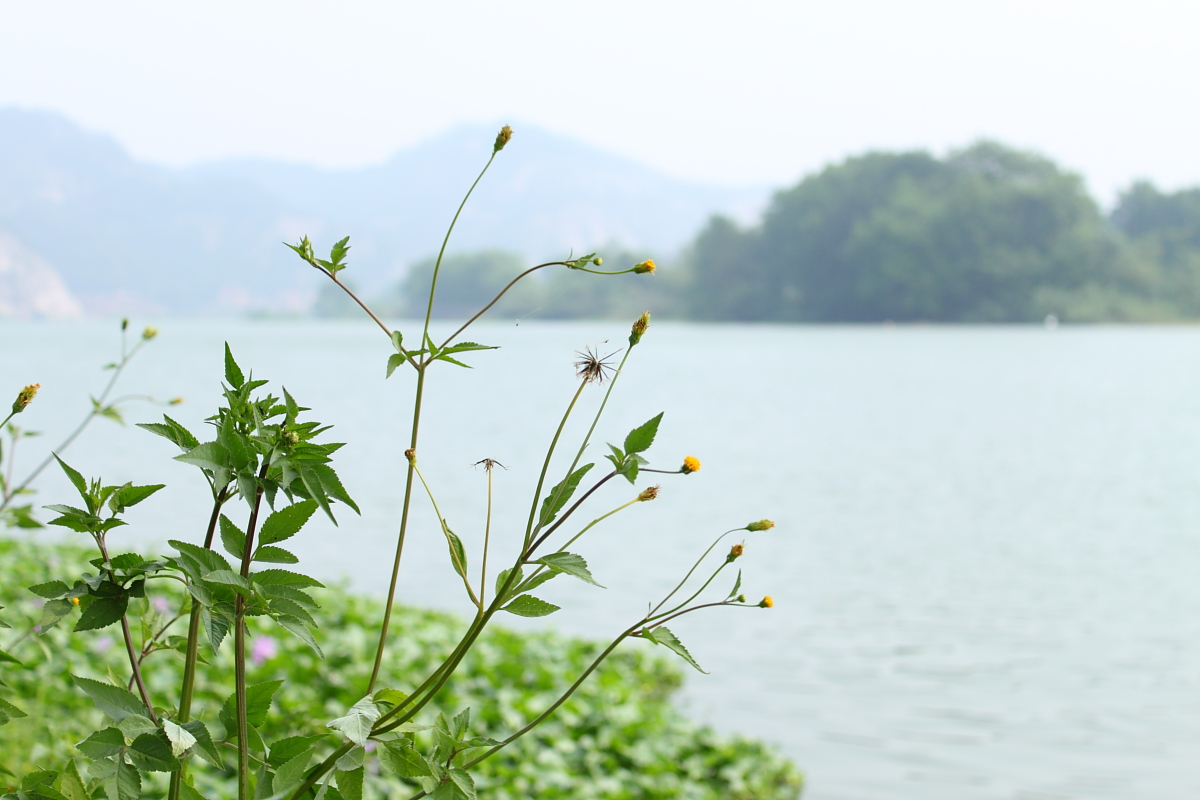
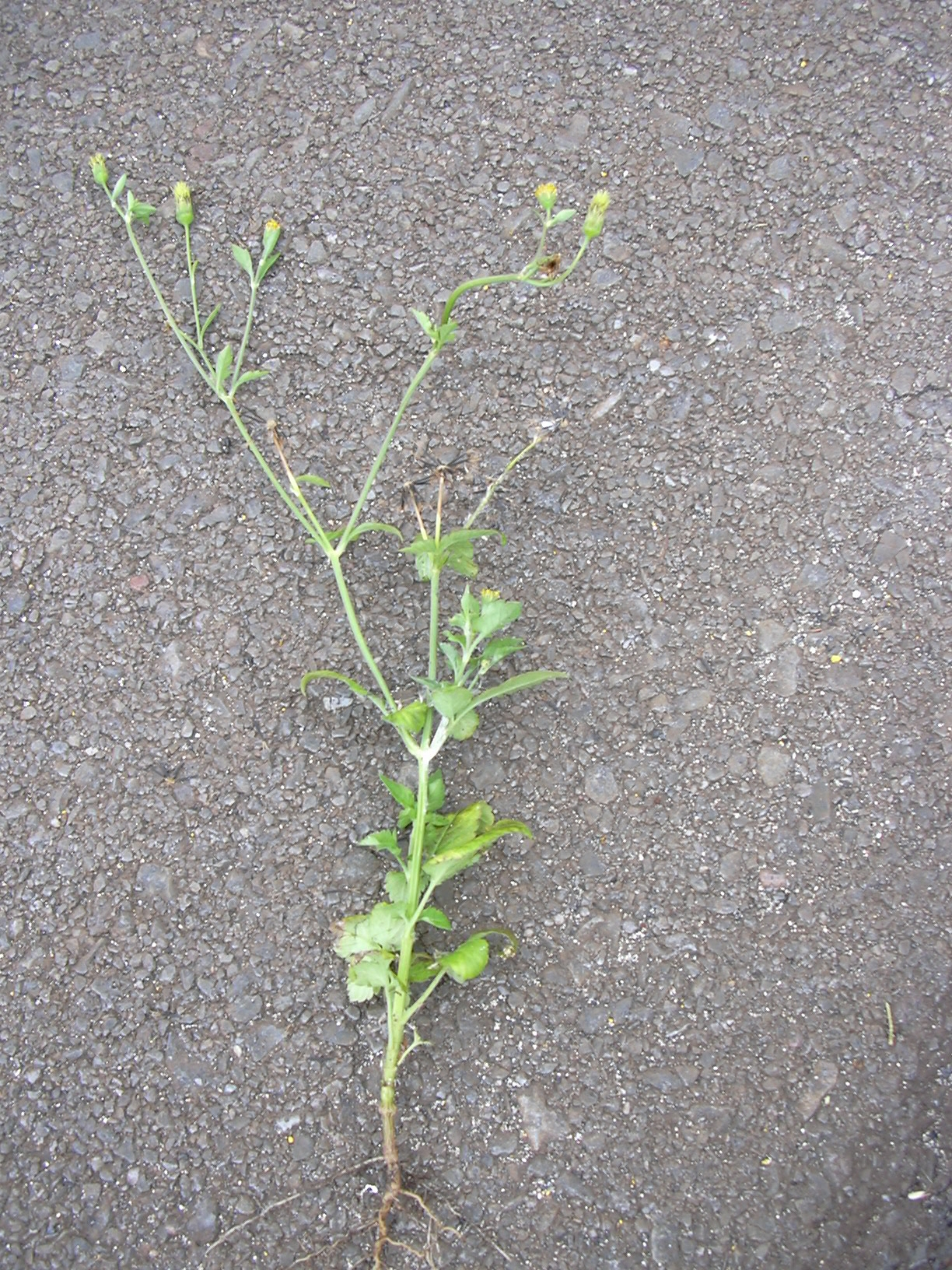
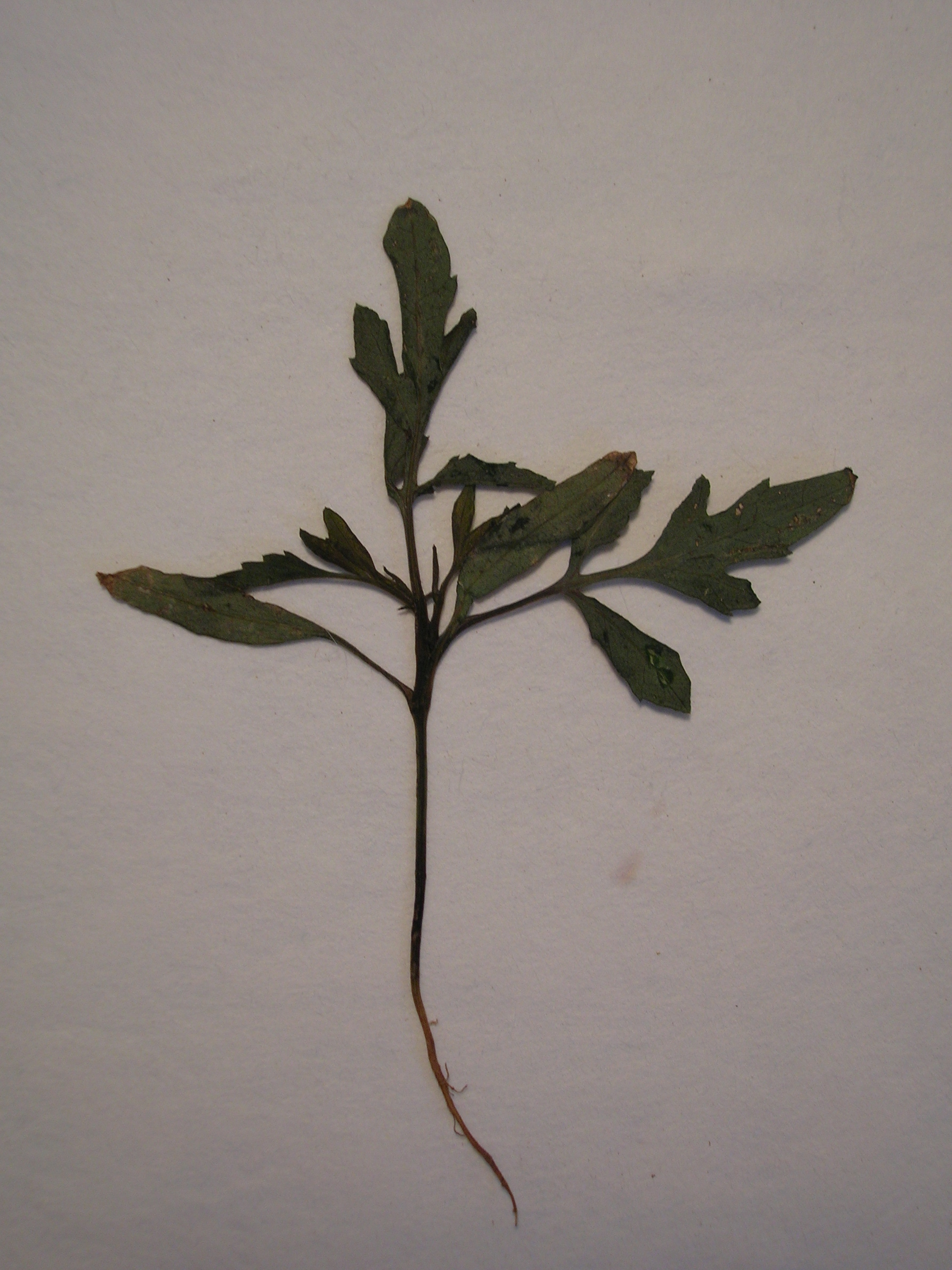
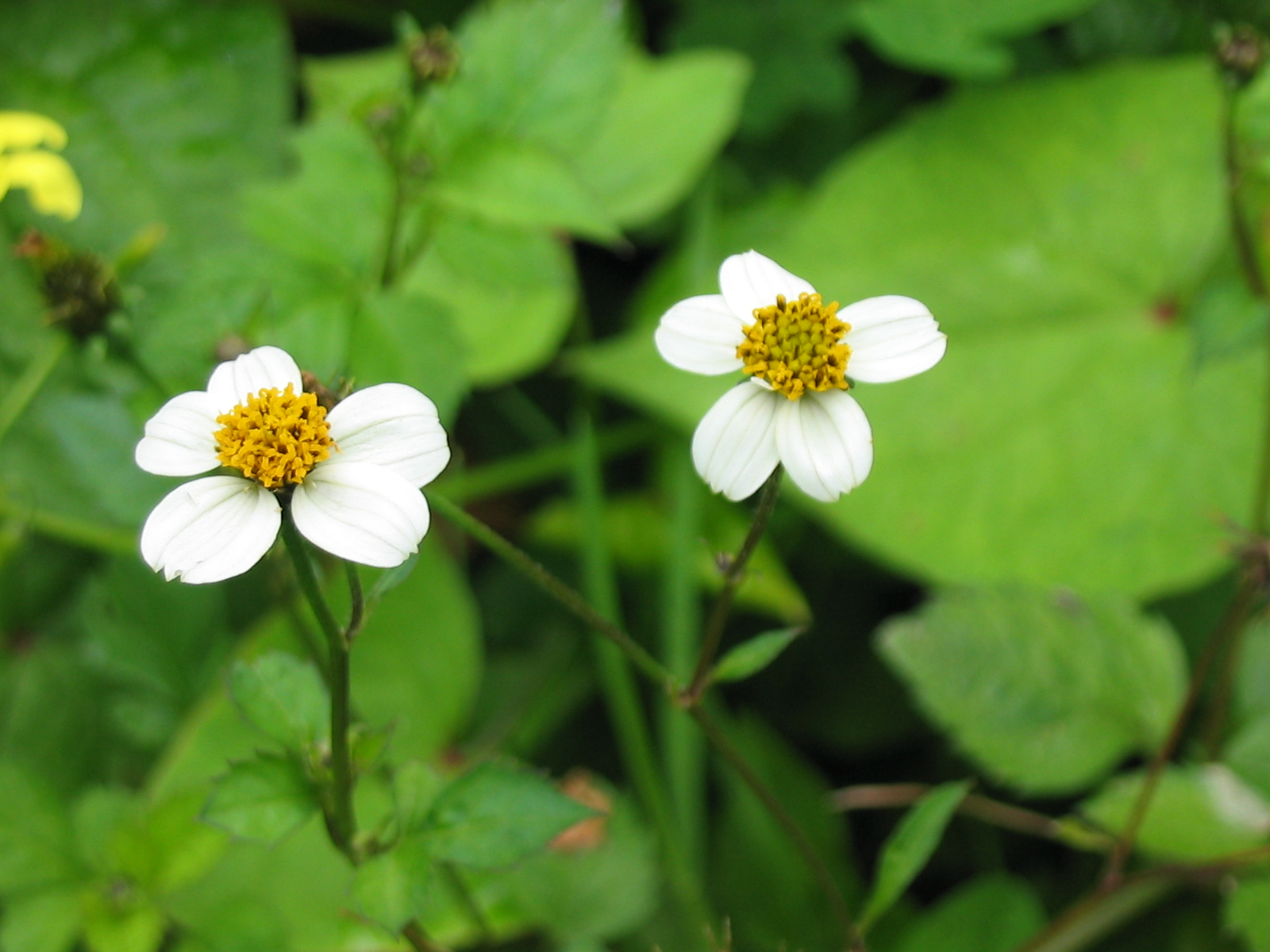
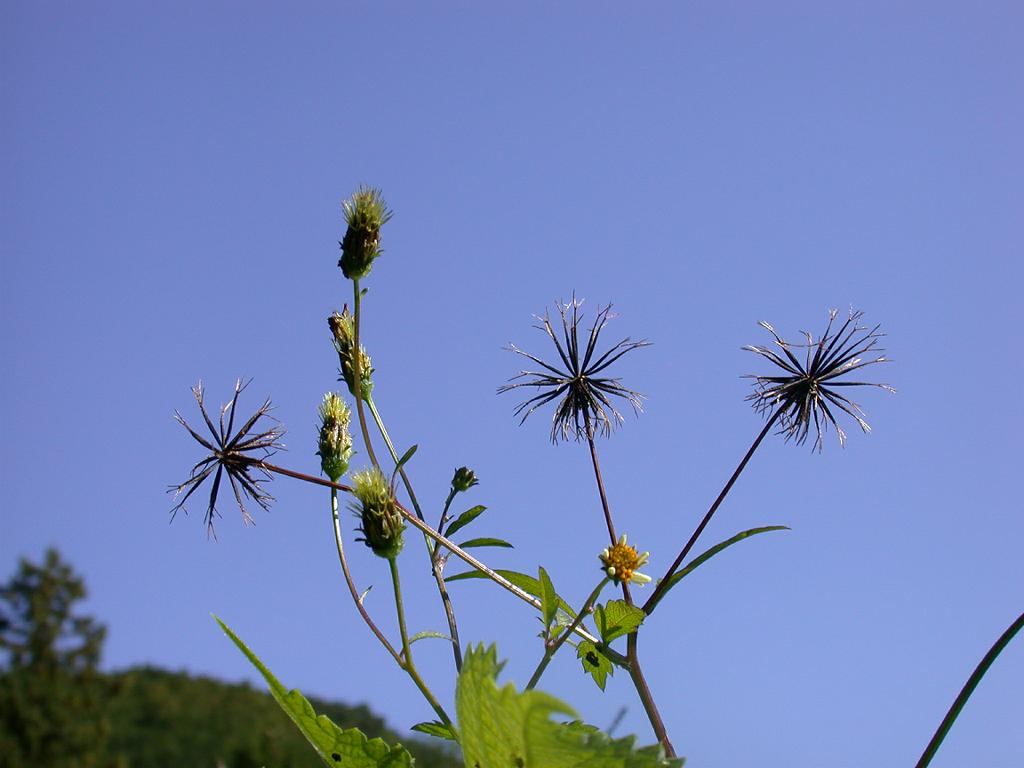
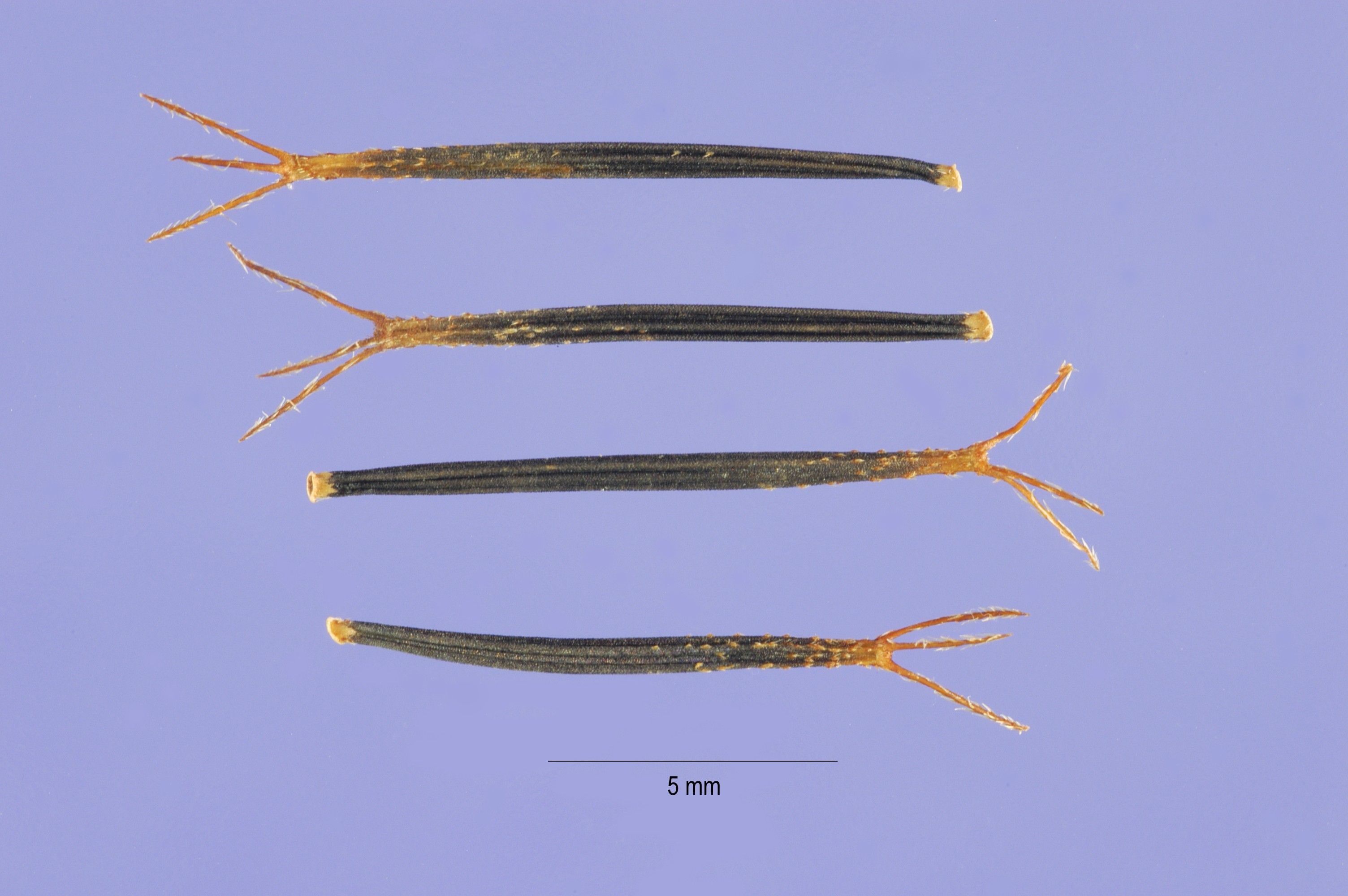
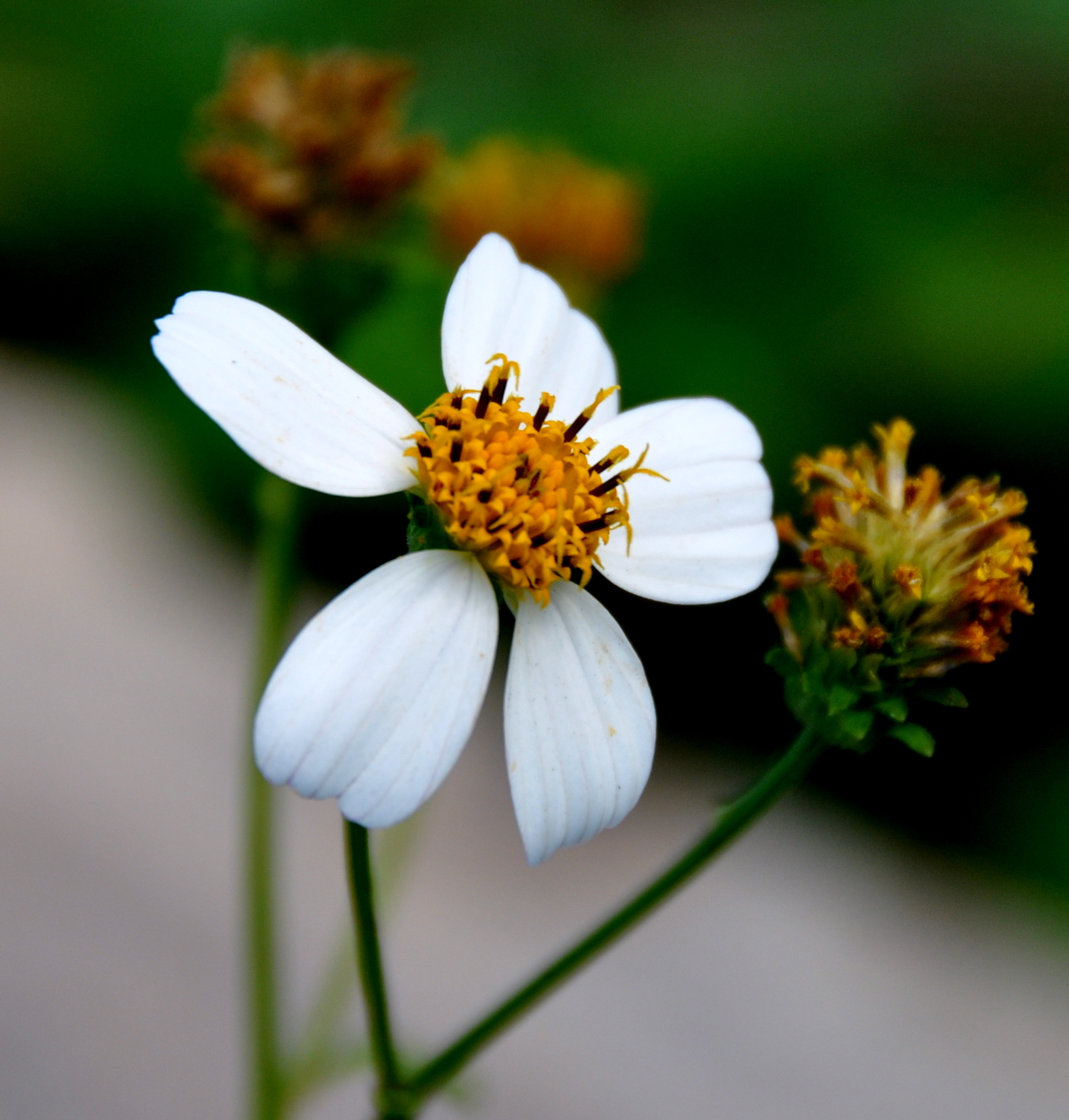
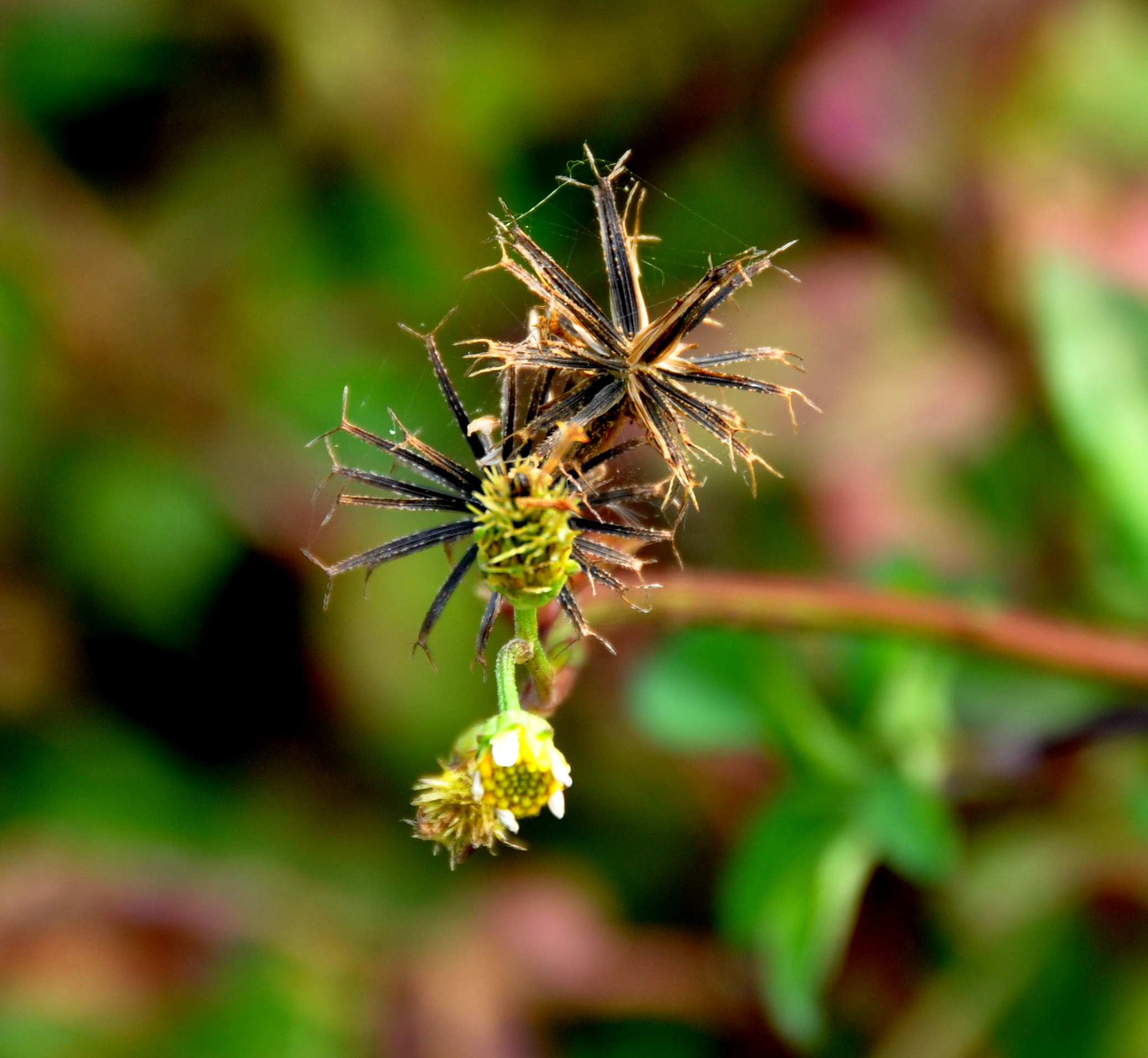

## 药用

### 药理
鬼针草的乙醇浸液在体外对革兰氏阳性菌有抑菌作用，花、茎对金黄色葡萄球菌也有抑菌作用。

### 性味
《本草拾遗》：味苦，平，无毒。

### 功用主治
清热解毒，散瘀消肿。主治疟疾、痢疾、跌打损伤、蛇虫咬伤。